# Пътят на обира
„Пътят на обира“ (на английски: Ride a Crooked Trail) е американски уестърн, драма от 1958 година с режисьор Джеси Хибс, участват Оди Мърфи, Джиа Скала и Уолтър Матау и други.

## Сюжет
По време на бягство банковият обирджия Джо Мейби среща известния американски шериф Джим Нунан, който го издирва. В преследването шерифа случайно се спъва и пада от висока скала в река и умира. Джо влиза в малък град на коня на мъртвия шериф и го объркват с Нунан. Джо Мейби решава да се укрие за известно време зад значката, но скоро поражда подозренията на местния съдия Кайл. Истинската му самоличност е почти разкрита, когато речен кораб довежда в града Теса Милот, бивша позната на Джо, която неподозирайки нищо го нарича с фамилията му Мейби пред съдията. Мислейки бързо, Джо казва, че го е нарекла „Бейби“ и е направила това, защото е негова съпруга.
Теса Милот трябва да се преструва, че е негова съпруга, за да избегне по-нататъшния контрол от страна на Съдия Кайл, но това от своя страна създава проблеми с настоящия ѝ приятел, лидер на бандити Сам Тийлър. Съдия Кайл дава на „Двойката“ – Джо и Теса изоставена, но голяма и обзаведена къща. Те са на почит в града, въпреки че тяхната тайна е почти компрометирана от младо момче сирак, което очаква „шерифът Джо и съпругата му“ да го осиновят. Теса се бори между лоялността си към истинското си престъпно гадже и нарастващите си чувства към Джо Мейби.

## В ролите
| Актьор        | Роля                |
| ------------- | ------------------- |
| Оди Мърфи     | Джо Мейби           |
| Джиа Скала    | Теса Милот          |
| Уолтър Матау  | Съдия Кайл          |
| Хенри Силва   | Сам Тийлър          |
| Джоана Мур    | Малката Бренди      |
| Еди Литъл     | Джими               |
| Мери Фийлд    | г-жа Къртис         |
| Ричард Кътинг | г-н Къртис, банкера |
| Лео Гордън    | Сам Мейсън          |
| Морт Милс     | Пекос               |
| Франк Чейс    | Бен                 |
| Бил Уокър     | Джаксън             |